# François Antoine Boubert
François Antoine Boubert est un homme politique français né le 13 juin 1748 à Saint-Omer (Pas-de-Calais) et mort le 23 mai 1828 au même endroit.
Président du tribunal criminel de Saint-Omer, il est fait chevalier d'Empire en 1810. Il est député du Pas-de-Calais en 1815, pendant les Cent-Jours.

## Sources
- « François Antoine Boubert », dans Adolphe Robert et Gaston Cougny, Dictionnaire des parlementaires français, Edgar Bourloton, 1889-1891 [détail de l’édition]